# Brewster (Kansas)
Brewster es una ciudad ubicada en el condado de Thomas en el estado estadounidense de Kansas. En el año 2010 tenía una población de 305 habitantes y una densidad poblacional de 435,71 personas por km².

## Geografía
Brewster se encuentra ubicada en las coordenadas 39°21′46″N 101°22′36″O / 39.362878, -101.376552 (39.362878, -101.376552).

## Demografía
Según la Oficina del Censo en 2000 los ingresos medios por hogar en la localidad eran de $34,063 y los ingresos medios por familia eran $40,139. Los hombres tenían unos ingresos medios de $27,917 frente a los $24,375 para las mujeres. La renta per cápita para la localidad era de $14,562. Alrededor del 11.1% de la población estaban por debajo del umbral de pobreza.